# غوستافو لومباردو
غوستافو لومباردو (بالإيطالية: Gustavo Lombardo)‏ هو منتج أفلام إيطالي، ولد في 3 سبتمبر 1885 في نابولي في إيطاليا، وتوفي في 15 مارس 1951 في روما في إيطاليا.

## وصلات خارجية
- غوستافو لومباردو على موقع IMDb (الإنجليزية)